# Bolbaffroides validus
Bolbaffroides validus är en skalbaggsart som beskrevs av Johann Christoph Friedrich Klug 1843. Bolbaffroides validus ingår i släktet Bolbaffroides och familjen Bolboceratidae. Inga underarter finns listade.